# 1151 dans les croisades
Cette page regroupe les évènements concernant les Croisades qui sont survenus en 1151 :
- 12 juillet : Nur ad-Din achève la conquête du comté d'Edesse, prenant la dernière forteresse du comté[1].
- Thoros II, prince de l'Arménie Cilicienne, prend Mamistra et Tarse aux byzantins[2].
- mort de Barisan d'Ibelin, seigneur de Rama, d'Ibelin et de Mirabel. Son fils Hugues lui succède à Rama et Ibelin, tandis que son autre fils Baudouin reçoit Mirabel.